# China op de Paralympische Winterspelen 2018
China was een van de landen die deelnam aan de Paralympische Winterspelen 2018 in Pyeongchang, Zuid-Korea.

## Medailleoverzicht
| Sport           | Paralympiër | Onderdeel     | Medaille |
| --------------- | ----------- | ------------- | -------- |
| Rolstoelcurling | Team        | Team, gemengd | Goud     |

## Deelnemers en resultaten
(m) = mannen, (v) = vrouwen 

### Alpineskiën
| Paralympiër | Onderdeel                 | Resultaat | Prestatie |
| ----------- | ------------------------- | --------- | --------- |
| Sitong Liu  | Reuzenslalom, zittend (v) | 9e        | 2:46.99   |
| Sitong Liu  | Slalom, zittend (v)       | 6e        | 2:45.14   |

### Biatlon
| Paralympiër  | Onderdeel            | Resultaat | Prestatie      |
| ------------ | -------------------- | --------- | -------------- |
| Mingyuan Du  | 7.5 km, zittend (m)  | 14e       | 26:36.6        |
| Mingyuan Du  | 12.5 km, zittend (m) | DNF       | Niet gefinisht |
| Mingyuan Du  | 15 km, zittend (m)   | 17e       | 1:06:07.9      |
| Xiaoming Gao | 7.5 km, zittend (m)  | 13e       | 26:26.2        |
| Xiaoming Gao | 12.5 km, zittend (m) | 10e       | 51:51.6        |
| Xiaoming Gao | 15 km, zittend (m)   | 16e       | 1:00:41.4      |
| Junbao Wu    | 7.5 km, staand (m)   | 8e        | 20:24.4        |
| Junbao Wu    | 12.5 km, staand (m)  | 13e       | 44:48.8        |
| Junbao Wu    | 15 km, staand (m)    | 10e       | 51:08.8        |
|              |                      |           |                |
| Beibei Chu   | 6 km, zittend (v)    | 8e        | 24:23.4        |
| Beibei Chu   | 10 km, zittend (v)   | 9e        | 50:56.8        |
| Beibei Chu   | 12.5 km, zittend (v) | 12e       | 1:02:30.9      |
| Yuyu Nan     | 6 km, zittend (v)    | 15e       | 28:15.6        |
| Yuyu Nan     | 10 km, zittend (v)   | 12e       | 54:07.4        |
| Yuyu Nan     | 12.5 km, zittend (v) | 15e       | 1:07:26.6      |

### Langlaufen
| Paralympiër                                         | Onderdeel                                 | Resultaat | Prestatie |
| --------------------------------------------------- | ----------------------------------------- | --------- | --------- |
| Haitao Du                                           | 1.5 km sprint klassieke stijl, staand (m) | 12e       | 3:56.8    |
| Haitao Du                                           | 10 km klassieke stijl, staand (m)         | 17e       | 27:43.0   |
| Haitao Du                                           | 20 km vrije stijl, staand (m)             | 13e       | 54:33.1   |
| Mingyuan Du                                         | 1.1 km sprint, zittend (m)                | 24e       | 3:30.9    |
| Mingyuan Du                                         | 7.5 km, zittend (m)                       | 18e       | 25:55.9   |
| Xiaoming Gao                                        | 7.5 km, zittend (m)                       | 21e       | 26:09.3   |
| Xiaoming Gao                                        | 15 km, zittend (m)                        | 14e       | 45:36.8   |
| Bitao Huang                                         | 1.1 km sprint, zittend (m)                | 20e       | 3:28.7    |
| Bitao Huang                                         | 7.5 km, zittend (m)                       | 24e       | 27:13.9   |
| Bitao Huang                                         | 15 km, zittend (m)                        | 16e       | 45:56.0   |
| Feixiang Huang                                      | 1.1 km sprint, zittend (m)                | 18e       | 3:21.8    |
| Feixiang Huang                                      | 7.5 km, zittend (m)                       | 17e       | 25:45.6   |
| Feixiang Huang                                      | 15 km, zittend (m)                        | 19e       | 47:30.0   |
| Jingfeng Lu                                         | 1.1 km sprint, zittend (m)                | 26e       | 3:41.9    |
| Jingfeng Lu                                         | 7.5 km, zittend (m)                       | 25e       | 27:26.2   |
| Mingtao Ma                                          | 1.5 km sprint klassieke stijl, staand (m) | 15e       | 4:00.6    |
| Mingtao Ma                                          | 10 km klassieke stijl, staand (m)         | 8e        | 25:33.0   |
| Mingtao Ma                                          | 20 km vrije stijl, staand (m)             | 10e       | 51:01.6   |
| Chenyang Wang                                       | 1.5 km sprint klassieke stijl, staand (m) | 22e       | 4:33.3    |
| Chenyang Wang                                       | 10 km klassieke stijl, staand (m)         | 23e       | 33:09.4   |
| Chenyang Wang                                       | 20 km vrije stijl, staand (m)             | 11e       | 51:25.5   |
| Quan Wang                                           | 1.1 km sprint, zittend (m)                | 21e       | 3:29.9    |
| Junbao Wu                                           | 1.5 km sprint klassieke stijl, staand (m) | 17e       | 4:10.6    |
| Junbao Wu                                           | 20 km vrije stijl, staand (m)             | 15e       | 55:09.0   |
| Congjun Xu                                          | 7.5 km, zittend (m)                       | 27e       | 28:40.0   |
| Congjun Xu                                          | 15 km, zittend (m)                        | 20e       | 47:58.2   |
| Peng Zheng                                          | 1.1 km sprint, zittend (m)                | 10e       | 3:11.2    |
| Peng Zheng                                          | 7.5 km, zittend (m)                       | 19e       | 25:58.0   |
| Peng Zheng                                          | 15 km, zittend (m)                        | 4e        | 42:44.7   |
|                                                     |                                           |           |           |
| Beibei Chu                                          | 1.1 km sprint, zittend (v)                | 10e       | 3:54.2    |
| Beibei Chu                                          | 5 km, zittend (v)                         | 10e       | 19:00.0   |
| Beibei Chu                                          | 12 km, zittend (v)                        | 9e        | 41:53.4   |
| Yawei Jin                                           | 1.1 km sprint, zittend (v)                | 11e       | 3:49.6    |
| Yawei Jin                                           | 5 km, zittend (v)                         | 11e       | 19:20.7   |
| Yawei Jin                                           | 12 km, zittend (v)                        | 8e        | 41:53.4   |
| Yuyu Nan                                            | 12 km, zittend (v)                        | 13e       | 45:49.6   |
| Yuanyuan Peng                                       | 1.5 km sprint klassieke stijl, staand (v) | 15e       | 5:00.9    |
| Yuanyuan Peng                                       | 7.5 km klassieke stijl, staand (v)        | 15e       | 26:25.4   |
| Yuanyuan Peng                                       | 15 km vrije stijl, staand (v)             | 9e        | 1:07:33.4 |
|                                                     |                                           |           |           |
| Beibei Chu Haitao Du Junbao Wu Peng Zheng           | 4 x 2.5 km, estafette gemengd             | 9e        | 27:06.5   |
| Mingyuan Du Feixiang Huang Mingtao Ma Chenyang Wang | 4 x 2.5 km, estafette open                | 10e       | 27:42.7   |

### Rolstoelcurling
| Paralympiër                                            | Onderdeel     | Resultaat | Prestatie |
| ------------------------------------------------------ | ------------- | --------- | --- |
| Jianxin Chen Wei Liu Haitao Wang Meng Wang Qiang Zhang | Team, gemengd | Goud      | Groepsfase (3e) SWE - CHN: 4 - 9 NOR - CHN: 1 - 10 CHN - GER: 7 - 3 CHN - SUI: 8 - 2 FIN - CHN: 4 - 6 USA - CHN: 4 - 6 CHN - CAN: 5 - 8 CHN - NPA: 10 - 4 SVK - CHN: 2 - 9 CHN - KOR: 6 - 7 CHN - GBR: 9 - 3 Halve finale CHN - CAN: 4 - 3 Finale CHN - NOR: 6 - 5 |

### Snowboarden
| Paralympiër   | Onderdeel                  | Resultaat | Prestatie |
| ------------- | -------------------------- | --------- | --------- |
| Zhuo Chen     | Snowboardcross, SB-UL (m)  | 12e       | 1:05.58   |
| Zhuo Chen     | Slalom, SB-UL (m)          | 13e       | 0:57.49   |
| Zihao Jiang   | Snowboardcross, SB-UL (m)  | 11e       | 1:05.44   |
| Zihao Jiang   | Slalom, SB-UL (m)          | 9e        | 0:56.77   |
| Gengliang Liu | Snowboardcross, SB-LL2 (m) | 13e       | 1:04.19   |
| Gengliang Liu | Slalom, SB-LL2 (m)         | 14e       | 0:57.89   |
| Qi Sun        | Snowboardcross, SB-LL2 (m) | 12e       | 1:01.69   |
| Qi Sun        | Slalom, SB-LL2 (m)         | 11e       | 0:53.66   |

Andorra · Argentinië · Armenië · Australië · België · Bosnië en Herzegovina · Brazilië · Bulgarije · Canada · Chili · China · Denemarken · Duitsland · Finland · Frankrijk · Georgië · Griekenland · Groot-Brittannië · Hongarije · IJsland · Iran · Italië · Japan · Kazachstan · Kroatië · Mexico · Mongolië · Nederland · Nieuw-Zeeland · Noord-Korea · Noorwegen · Oekraïne · Oezbekistan · Oostenrijk · Polen · Roemenië · Servië · Slovenië · Slowakije · Spanje · Tadzjikistan · Tsjechië · Turkije · Verenigde Staten · Wit-Rusland · Zuid-Korea · Zweden · Zwitserland
Neutrale paralympische atleten